# 864
Évszázadok: 8. század – 9. század – 10. század
Évtizedek: 810-es évek – 820-as évek – 830-as évek – 840-es évek – 850-es évek – 860-as évek – 870-es évek – 880-as évek – 890-es évek – 900-as évek – 910-es évek
Évek: 859 – 860 – 861 – 862 –  863 – 864 – 865 – 866 – 867 – 868 – 869

## Események

### Európa
- Borisz bolgár kán családjával és főnemeseivel együtt, ortodox rítus szerint megkeresztelkedik. Keresztapja III. Mikhaél bizánci császár, maga is a Mihály nevet kapja a keresztségben. A kán bizánci hittérítőket kér, hogy népét is megkereszteljék.
- Német Lajos keleti frank király a morvák ellen vonul és ostrom alá veszi a Dévény várában csapdába esett Rasztiszlav fejedelmet. Rasztiszlav megadja magát és hűséget esküszik Lajosnak. Eközben Lajos fogságban tartott lázadó fia, Karlmann megszökik és visszaszerzi karantániai uralmát. Lázadásához csatlakozik Lajos másik két fia, Ifjabb Lajos és Kövér Károly is. A király kiegyezik Karlmannal, átadja neki Bajorországot és a keleti őrgrófságokat.
- A frank érsekek kiátkozása és elmozdítása miatt II. Lajos itáliai császár sereggel vonul a pápa ellen és ostrom alá veszi Rómát. Felesége kérésére és mert lázas betegség dönti le a lábáról, kiegyezik I. Miklóssal és elvonul. A kiátkozott érsekek, Günther és Thietgaud novemberben a pápa elé járulnak, kérve kiátkozásuk visszavonását, de Miklós hajthatatlannak bizonyul.
- A vikingek megtámadják Toulouse-t. A hozzájuk csatlakozott (és állítólag pogány vallásra áttért) II. Pippin aquitániai trónkövetelőt elfogják és Pîtres-be viszik, ahol Kopasz Károly nyugati frank király formálisan trónfosztottnak nyilvánítja és Senlis kolostorába záratja. Károly rendeletet ad ki egy gyors mozgású lovashadsereg felállításáról, amellyel időben reagálni tudnak a viking támadásokra.
- Pietro Tradonico velencei dózsét ellenségei meggyilkolják; nyolc gyilkosát elfogják és kivégzik vagy száműzik. Helyére I. Orso Participaziót választják meg.
- Meghal I. Sergius nápolyi herceg, Utóda legidősebb fia, III. Gergely.
- Meghal I. Trpimir horvát fejedelem. Trónját Domagoj szerzi meg, aki elűzi Trpmir fiait.

### Ázsia
- Az észak-perzsiai Tabarisztán fellázad az Abbászidák uralma ellen. Haszan ibn Zajd a felkelés élére áll, emírré kiáltja ki magát és megalapítja a Zajdita dinasztiát.
- Japánban kitör a Fudzsi.

## Születések
- Humáravajh ibn Ahmad ibn Túlún, egyiptomi túlúnida emír
- I. Simeon, bolgár cár

## Halálozások
- szeptember 13. – Pietro Tradonico, velencei dózse
- Ennin, japán buddhista szerzetes
- I. Trpimir, horvát fejedelem

## Fordítás
- Ez a szócikk részben vagy egészben  a(z)   864 című angol Wikipédia-szócikk ezen változatának fordításán alapul.  Az eredeti cikk szerkesztőit annak laptörténete sorolja fel. Ez a jelzés csupán a megfogalmazás eredetét és a szerzői jogokat jelzi, nem szolgál a cikkben szereplő információk forrásmegjelöléseként.